# Urbanna
Urbanna é uma cidade  localizada no estado norte-americano de Virginia, no Condado de Middlesex.

## Demografia
Segundo o censo norte-americano de 2000, a sua população era de 543 habitantes.
Em 2006, foi estimada uma população de 550, um aumento de 7 (1.3%).

## Geografia
De acordo com o United States Census Bureau tem uma área de
1,3 km², dos quais 1,1 km² cobertos por terra e 0,2 km² cobertos por água. Urbanna localiza-se a aproximadamente 7 m acima do nível do mar.

## Localidades na vizinhança
O diagrama seguinte representa as localidades num raio de 28 km ao redor de Urbanna.